# Abdullah Al-Mayouf
Abdullah Ibrahim Al-Mayouf (en àrab: عبد الله المعيوف; Al-Riyad, 23 de gener de 1987) és un jugador de futbol de l'Aràbia Saudita, que actualment juga de porter l'Al-Hilal FC.

## Biografia
Abdullah Al-Mayouf va pujar al primer equip de l'Al-Hilal, però un any més tard va marxar a l'Al-Ahli, el 2007. El 2009 va debutar al futbol professional, convertint-se en jugador regular de l'equip durant la temporada 2013-14. La temporada següent va aconseguir el seu primer títol, la Copa del Príncep de la Corona. La temporada 2015-16 va guanyar els títols de lliga i copa, però posteriorment va decidir no renovar amb l'Al-Ahli per raons personals.
El 13 d'agost de 2016 Abdullah va tornar a l'Al-Hilal després de nou anys a l'Al-Ahli, signant un contracte per dos anys. El 13 d'agost d'aquell any va debutar amb l'equip en un partit de lliga contra l'Al-Batin, on va aconseguir mantenir la seva porteria a zero en la victòria dels seus per 2-0. Finalment, disputaria tots els partits de lliga del seu equip de la temporada 2016-17. També va disputar la final de la copa, que van vèncer contra l'Al-Hilal, el seu antic equip, per 3-2, enduent-se el títol.

## Palmarès
Al-Ahli
- Copa Federació saudita (1): 2007
- Copa del Príncep de la Corona saudita (2): 2006-07, 2014-15
- Lliga de Campions del Golf (1): 2008
- Copa del Rei (3): 2011, 2012, 2016
- Lliga saudita (1): 2015-16

Al-Hilal FC
- Lliga saudita (1): 2016-17
- Copa del Rei (1): 2017